# Matt McQuaid
Matt McQuaid (Duncanville, Texas, 28 de septiembre de 1995) es un exbaloncestista estadounidense. Con 1,96 metros de estatura, jugaba en la posición de alero. Desde 2021 es el subdirector de operaciones de los Michigan State Spartans. 

## Trayectoria deportiva

### Universidad
Jugó cuatro temporadas con los Spartans de la Universidad Estatal de Míchigan, en las que promedió 6,3 puntos, 1,9 rebotes y 1,6 asistencias por partido. En su última temporada fue incluido en el mejor quinteto defensivo de la Big Ten Conference.

### Profesional
Tras no ser elegido en el Draft de la NBA de 2019, disputó las Ligas de Verano de la NBA con los Detroit Pistons. En el mes de agosto firmó su primer contrato profesional con el Skyliners Frankfurt de la Basketball Bundesliga alemana.